# Osztovits András
Osztovits András (Szeged, 1976. április 12. –) kúriai bíró, tanszékvezető egyetemi tanár.

## Életpályája
1995-ben kezdte meg egyetemi tanulmányait az Eötvös Loránd Tudományegyetem Állam- és Jogtudományi Karán, ahol 2000-ben jogász diplomát kapott. 2000-2004 között a Budaörsi Városi Bíróságon fogalmazó, majd titkár. 2002-2003-ban Baden Württemberg Tartomány ösztöndíjával Phd kutató a heidelbergi egyetemen. 2005-ben az ELTE-n PhD fokozatot szerzett, ugyanebben az évben bírói kinevezést kapott a Budapesti II. és III. Kerületi Bíróságon. 2009-ben beosztották a Legfelsőbb Bíróság Polgári Kollégiumába. 2010-ben tanszékvezető egyetemi docens a Károli Gáspár Református Egyetem Állam- és Jogtudományi Karán. 2012-ben habilitált a Széchenyi István Egyetemen, 2012. szeptember 1-jétől kúriai bíró. 2015-től vezeti az Európai Jogi Szaktanácsadók Hálózatát, amelynek közel 80 bíró tagja van. 2018-2019 között a Magyar Igazságügyi Akadémia igazgatója. 2019. szeptember 1-jén egyetemi tanári kinevezést kapott.

## Munkássága
Kutatóként, vendégelőadóként járt Bécsben, Heidelbergben, Oxfordban, Lisszabonban és Drezdában. Publikációiban elsősorban polgári eljárásjogi, fogyasztóvédelmi magánjogi és nemzetközi magánjogi témákkal foglalkozik. Több mint 110 könyv, könyvrészlet, kommentár, tanulmány szerzője, illetve szerkesztője. Az Európai Jog és a Forum Sententiarum Curiae folyóiratok szerkesztője, a Hungarian Yearbook of International Law and European Law szerkesztőbizottságának tagja.

## Családja
2000-ben nősült, házasságából öt fiú- és négy leánygyermeke született.